# 野球くじ
野球くじ（やきゅうくじ）は、宝くじおよび野球の試合を対象にした予想投票くじの一種。

## 概説
日本の戦後初期の1946年から1950年にかけて、日本勧業銀行（現・みずほ銀行）が計4回発売した宝くじ及びプロ野球の試合を対象にした予想投票くじの一種。第1回は「甲種特別宝くじ」、第2回は「新野球籤」として通常の宝くじの一種として発売されたが、第3回からは「新野球籤」の名称で対象となる試合の得点合計の下一桁の数字と勝利チームを予想するものとなり、的中者には売上金額の50%を当せん本数で割って当せん金として配分した。
（例）
一般には先攻のチームをA、後攻をBとしていた。
巨人（A）5-3阪神（B）の場合、A-8が正解
巨人（A）4-8阪神（B）の場合、12だが下一桁の数字を採用するのでB-2が正解
1946年6月29日に第1回が発売された。しかし、射幸心を煽るとともに八百長（不正）行為を行う可能性も危惧されたことからこのくじは1950年限りで廃止となった。

### 野球トトカルチョ
その後、1960年代後半に1972年札幌オリンピックの選手強化費用と運営費用の捻出を目指した「野球トトカルチョ」がスポーツニッポンで実施されたことがあった。
- 投票方法　スポーツニッポン紙上に対象試合（原則として週末開催の12試合前後。特例でオールスターや日本シリーズ等の予想があった）を発表し、読者はそれぞれの試合のスコアを予想してもらった。
- 正解者に賞金を贈呈していた（総額10万円。10名までは均等割り。11名以上は10名を抽選で選び1人1万円）。また全参加者から抽選でサッポロビールの商品が贈られた。

なお、カルチョ（calcio）はイタリア語でサッカーの事であり、実は言葉の誤用である。

### スポーツ振興くじ導入検討
2018年2月21日、日本野球機構（NPB）と12球団がプロ野球を対象としたスポーツ振興くじを導入するための検討をしていることが明らかになった。この日、沖縄県那覇市で野球くじ導入を検討する小委員会が開かれ、その後、12球団の代表者で意見交換した。導入に強く反対する球団はなく、導入されれば、NPBと12球団が行う野球振興事業も助成の対象となる。しかし、スポーツ議員連盟との交渉が折り合わなかったため、野球くじ導入は見送られることになった。
2021年4月、政府は2024年にJリーグとプロ野球へのスポーツベッティングを合法化するための検討を行っているとフィナンシャル・タイムズが報じた。サッカーと野球を合わせて、年間推定650億ドル（約7兆1500億円）以上という大規模のスポーツベッティング市場が生まれる。 
政府内ではスポーツベッティングに対する抵抗感は強かったが、新型コロナウイルス感染拡大に伴うプロスポーツ界への影響が大きいことから、容認する機運が高まっている。